# Amblystegium bandaiense
Amblystegium bandaiense là một loài rêu trong họ Amblystegiaceae. Loài này được Broth. & Paris ex Takaki Nog. mô tả khoa học đầu tiên năm 1991.